# 아모르 신 마키야헤
《아모르 신 마키야헤》(스페인어: Amor sin maquillaje)은 2007년 방영된 멕시코의 텔레노벨라이다.